# Wolfgang Löckel
Wolfgang Löckel (* 23. Mai 1953 in Ludwigshafen am Rhein; † 19. Januar 2021 in Weinheim) war ein deutscher Sachbuchautor und Eisenbahnfachmann.

## Leben
Wolfgang Löckel wuchs in Limburgerhof auf und besuchte dort die Grundschule, danach wechselte er auf das Kurpfalz-Gymnasium in Mannheim. 1967 zog er mit seiner Familie nach Weinheim und erhielt 1972 einen Abschluss an der dortigen Friedrich-Realschule. 
Im gleichen Jahr trat Löckel als Bundesbahnassistent-Anwärter in den Dienst der Deutschen Bundesbahn und arbeitete zuerst als Zolldeklarant am Mannheimer Güterbahnhof. Von 1978 bis 2012 war er als Zugführer bzw. Zugchef im Dienst, wobei er durch seine besondere Art der Ansagen vielen Reisenden auffiel. Bereits seit 1971 war er als Museumseisenbahner aktiv, organisierte Sonderfahrten, Eisenbahn-Veranstaltungen und trat in Videoproduktionen auf. Er half ab 1973 beim Aufbau des Eisenbahnmuseums Darmstadt-Kranichstein, war Mitglied in vielen Eisenbahnvereinen und unterstützte diese auf vielfältige Weise. Wolfgang Löckel war Mitgründer der Stiftung Deutsche Eisenbahn und zuletzt als ihr Botschafter tätig. Er wohnte ab 1974 im Bahnhofsgebäude in Ladenburg.
Ab den 2000er-Jahren widmete er sich der Eisenbahnliteratur und veröffentlichte zahlreiche Fachbücher mit besonderem Fokus auf die Region Rhein-Neckar.

## Werke (Auswahl)
- Auf Dienstreise: unterwegs mit dem Zugförderungs-Dezernenten. EK-Verlag, Freiburg im Breisgau 2007, ISBN 978-3-88255-299-7
- Verkehrsknoten Heidelberg. EK-Verlag, Freiburg 2016, ISBN 978-3-84466-214-6
- Verkehrsknoten Mannheim. EK-Verlag, Freiburg 2020, ISBN 978-3-84466-303-7
- Mosbach – Mudau: Mit der Schmalspurbahn in den Odenwald. Verlag Kenning, Nordhorn 2018, ISBN 978-3-944390-11-6
- Darmstadt und seine Eisenbahnen. EK-Verlag, Freiburg 2014, ISBN 978-3-88255-232-4
- Weinheim und seine Eisenbahnen. EK-Verlag, Freiburg 2014, ISBN 978-3-88255-233-1
- Alte Meister der Eisenbahn-Photographie: Karl-Ernst Maedel. – Band 1: Die Jahre 1956 bis 1960. EK-Verlag, Freiburg 2015, ISBN 978-3-88255-326-0
- Alte Meister der Eisenbahn-Photographie: Karl-Ernst Maedel. – Band 2: Die Jahre 1961 bis 1968. EK-Verlag, Freiburg 2015, ISBN 978-3-88255-327-7